# 953 до н. е.

## Події
- За однією з версій міфічним королем Ірландії став Очу Аптах.

### Астрономічні явища
- 19 березня. Часткове сонячне затемнення.[1]
- 12 вересня. Часткове сонячне затемнення.[1]